# Perpendicular (náutica)

Dimensões do caso de um navio, incluindo as perpendiculares avante (FP) e à ré (AP), o comprimento entre perpendiculares (Lpp) e a linha de água de projeto (DWL)

No âmbito náutico, uma perpendicular é uma linha vertical que passa pela interseção do casco de um navio com a linha de flutuação, na proa e na popa. A linha de interseção na proa é a perpendicular a vante (PPav ou FP) e a linha de interseção na popa é a perpendicular à ré (PPar ou AP).
O comprimento entre perpendiculares (Lpp, LPP ou p/p) constitui uma medida utilizada em arquitetura naval, correspondente à distância entre a PPav e a PPar.

## Perpendiculares

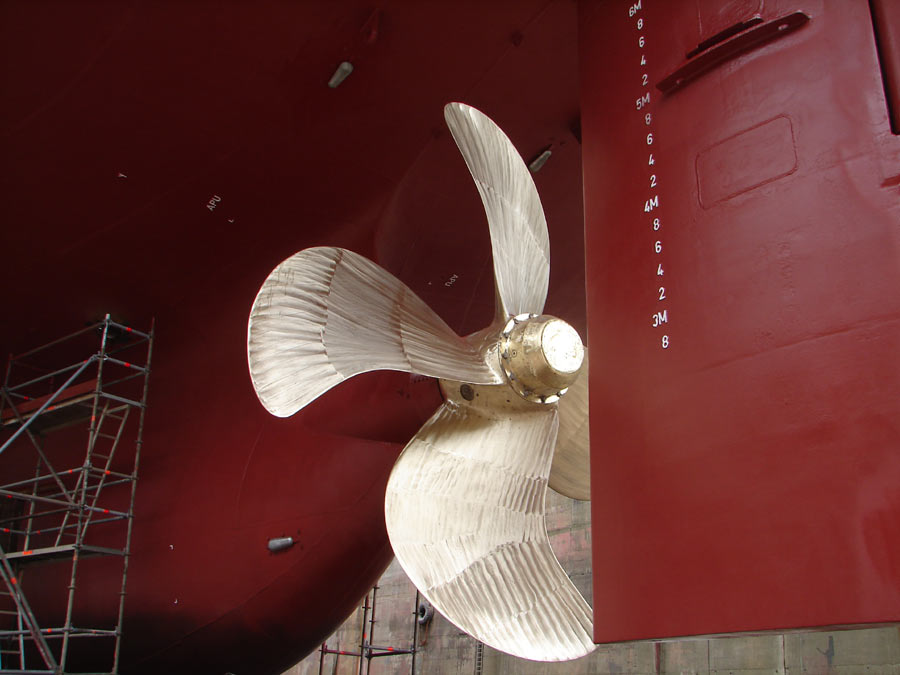
Escala métrica de calados na perpendicular de popa de um navio

As perpendiculares são difíceis de estabelecer quando a proa de um navio tem pretuberâncias ou quando a popa não tem formas claramente definidas. Nesses casos, o critério para a definição das perpendiculares é definido pelas sociedades de classificação de navios. Por exemplo, correntemente, a perpendicular à ré é definida como passando pela madre do leme.
A definição das perpendiculares é de grande relevância, uma vez que as distância entre ambas define o comprimento entre perpendiculares, vital nos cálculos de estabilidade.
Uma vez que os cálculos do projeto do casco consideram o calado na perpendicular respetiva, as escalas de calado são colocadas tão perto das perpendiculares quanto o possível.

### Perpendicular a vante
A perpendicular a vante é a linha vertical que passa na interseção da linha máxima de flutuação com a roda de proa de um navio. Para efeitos práticos de determinação da PPav considera-se a linha de flutuação de verão ou seja a linha à máxima carga.

### Perpendicular à ré
A perpendicular à ré é a linha vertical cuja posição é definida em função da forma da popa do navio. Nas embarcações com timão e hélice no plano diametral, a PPar passa pelo cadaste, mas, nas embarcações com leme compensado, a PPar coincide com o eixo do timão.

## Comprimento entre perpendiculares
O comprimento entre perpendiculares é a distância, medida paralelamente à linha de água, entre as perpendiculares a vante e à ré.  O Lpp serve, correntemente, como comprimento de referência, nomeadamente, para os cálculos da arqueação e da estabilidade das embarcações.
Na terminologia usada pelas marinhas Portuguesa e Brasileira, o Lpp é o mesmo que o comprimento na linha de água.
Por sua vez, o comprimento na flutuação é o comprimento na linha de água, medido em cada nível de flutuação. O comprimento na flutuação varia conforme a embarcação esteja leve ou carregada e coincide com o Lpp quando a linha de água de projeto for a mesma para o nível de flutuação adotado.